# Дънкън пуши
„Дънкън пуши“ (на английски: Duncan Smoking) е американски късометражен ням филм от 1891 година, продуциран и заснет от режисьорите Уилям Кенеди Диксън и Уилям Хейс в лабораториите на Томас Едисън в Ню Джърси.

## Сюжет
Дънкън стои пред камерата и в продължение на няколко секунди пуши цигара.

## В ролите
- Джеймс Дънкън[3]